# Translucidus

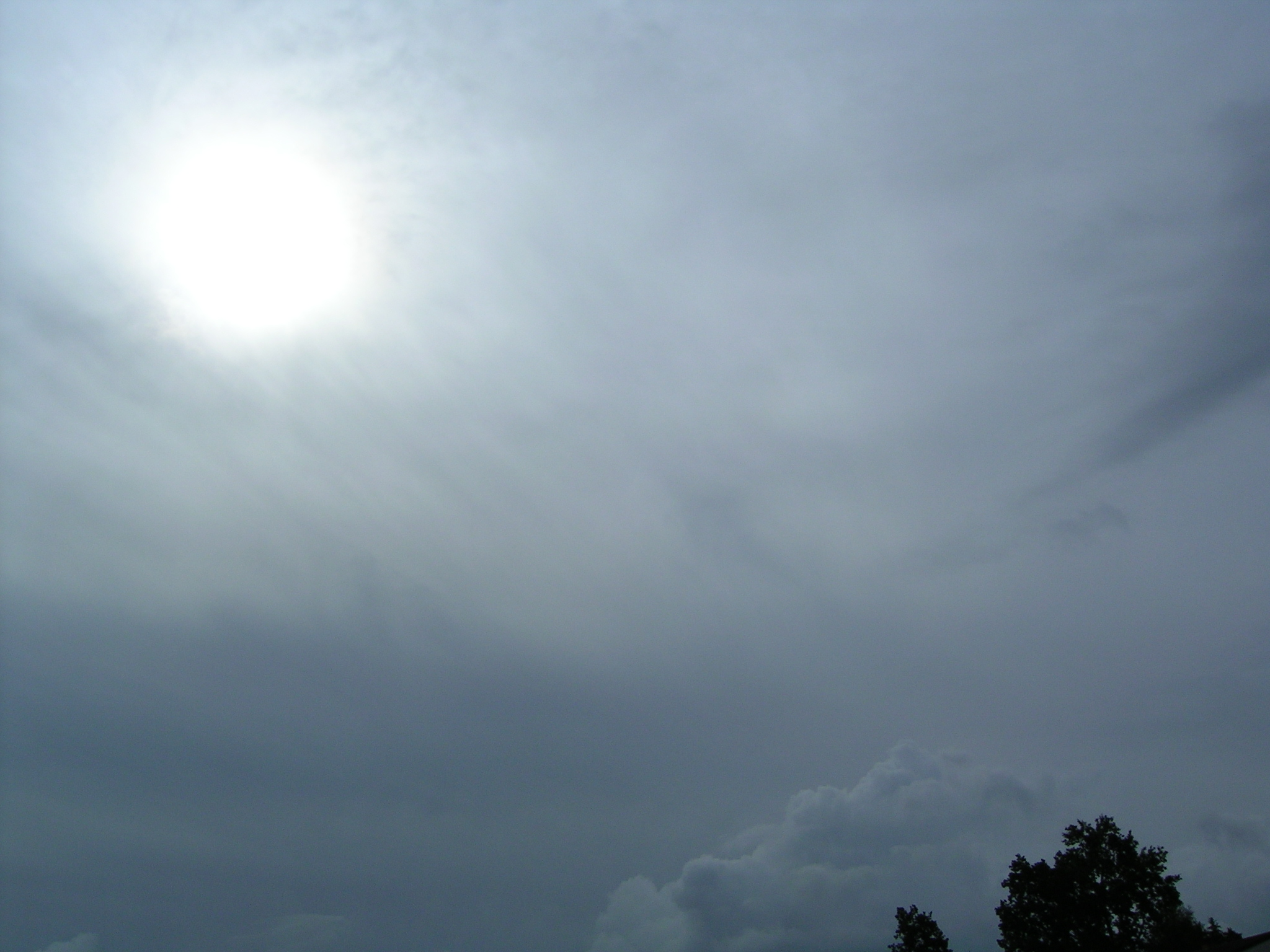
Altostratus translucidus

translucidus (tr) (łac. przezroczysty) – odmiana chmur. Ma postać rozległej, często mglistej warstwy, ławicy lub płata, której większa część przepuszcza promienie słoneczne do tego stopnia, że można określić położenie Słońca lub Księżyca. Określenie translucidus odnosi się do chmur Altocumulus, Altostratus, Stratocumulus i Stratus.